# القنفذ سونيك (8-بت)
القنفذ سونيك(بالإنجليزية: Sonic the Hedgehog : باليابانية:ソニック・ザ・ヘッジホッグ) هي لعبة فيديو منصات من تطوير أنسيانت و ناشر لعبة سيجا وهي على الجهاز سيجا ماستر سيستم وسيجا جيم جير أطلقت اللعبة في عام 1991, ولعبة القنفذ سونيك (لعبة فيديو) أكثر شعبية.

## روابط خارجية
- القنفذ سونيك على موقع IMDb (الإنجليزية)
- القنفذ سونيك على موقع IMDb (الإنجليزية)